# Marina Tucaković
Marina Tucaković (srbska cirilica Марина Туцаковић), srbska besedilopiska, * 4. november 1953, Beograd, † 19. september 2021, Beograd.
Tucakovićeva je v rojstnem Beogradu dokončala ekonomsko fakulteto. V 1970. letih je pričela pisati besedila za pesmi, najprej za izvajalce pop in rock glasbe, kasneje pa tudi folk in turbo folk. Prvi veliki uspeh je doživela leta 1982 s pesmijo Dodirni mi kolena, ki jo je napisala za pop skupino Zana. Danes je avtorica preko 3000 pesmi in številnih uspešnic s srbskega jezikovnega področja. Napisala je besedila za srbske evrovizijske pesmi leta 2010 (Ovo je Balkan), 2012 (Nije ljubav stvar) in 2013 (Ljubav je svuda).
Med glasbeniki, ki so sodelovali z Marino Tucaković, so med drugim Aleksander Mežek, Ceca Ražnatović, Lepa Brena, Jelena Karleuša, Zdravko Čolić, Toše Proeski, Željko Joksimović, Severina, Neda Ukraden, Saša Matić, Džej Ramadanovski, Tanja Savić ...
Tucakovićeva je bila poročena s skladateljem Aleksandrom Radulovićem »Futo«, s katerim je imela dva sinova. Starejši sin Miloš je umrl decembra 2008 v 24. letu starosti.